# Via Balbia
La Via Balbia o Litoranea Balbo, després de 1940, és una autopista que recorre tota la costa de la colònia de la Líbia italiana. Després de la dècada de 1960, es va convertir en la Autopista Costanera de Líbia (en àrab الطريق الساحلي الليبي).

## Història
La litoranea es va construir entre 1935 i 1937. Va rebre el nom de Via litoranea libica (Via litoral líbica) però, després de la mort, el 1940, d'Italo Balbo, governador italià de Líbia que n'havia afavorit la creació, va passar a anomenar-se Via Balbia. L'autopista va ser útil per tal de millorar la viabilitat i l'economia de la colònia italiana de Líbia.

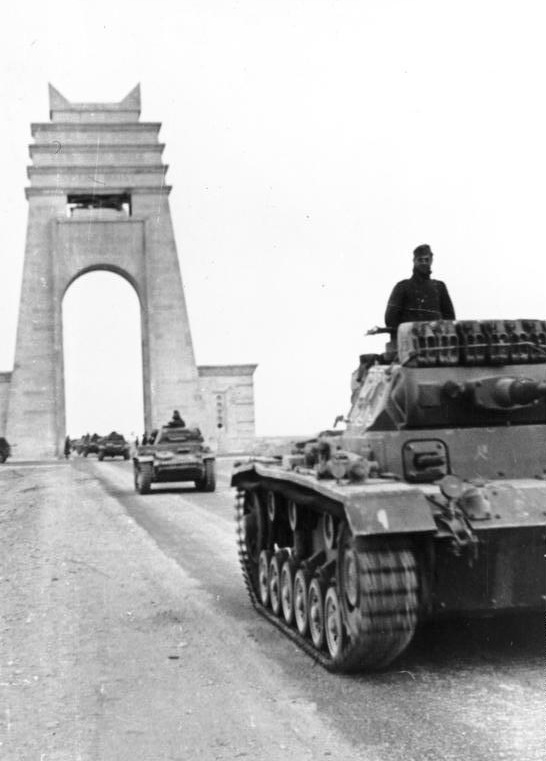
Una columna de Panzer III circula per la Via Balbia sota l'Arc dels Filens (1941)

El 1940 va ser utilitzat per les forces de l'Eix italo-alemany per atacar Egipte.
Es va projectar un ferrocarril al tram central de la Litoranea, per connectar Trípoli i Bengasi, però poc es va construir abans de l'esclat de la Segona Guerra Mundial que va aturar la construcció
Després de la Segona Guerra Mundial, la Litoranea Balbo va ser parcialment destruïda, però a la dècada de 1960 es va ampliar a quatre carrils en molts trams amb un nou nom, Autopista Litoral de Líbia que és part de la xarxa transcontinental africana en la ruta El Caire-Dakar

## Descripció
La carretera es va construir des de la frontera amb Tunísia fins a la frontera egípcia, i es va ampliar el 1940 per la Via della Vittoria fins a l'interior de l'oest d'Egipte. Segons la historiadora Baldinetti, la construcció va donar feina a més de 10.000 libis.
La litoranea, que tenia 1.800 km de llargada i 7 metres d'amplada, era asfaltada. A mig camí de la litoranea, a la frontera entre la Cirenaica italiana i la Tripolitània italiana, hi havia l'Arco dei Fileni (Arc dels Filenis), construït per ordre de Mussolini com a símbol de les seves ambicions colonials, dissenyat per l'arquitecte italià Florestano Di Fausto. Aquest va ser enderrocat el 1973 per Muammar Gaddafi.